# Filip Zdeněk Lobkowicz
Filip Zdeněk Lobkowicz O.Praem (* 8. dubna 1954, Plzeň) je český římskokatolický kněz, příslušník rodu Lobkoviců, premonstrát a od roku 2011 úřadující opat tepelského kláštera.

## Život
Narodil se 8. dubna 1954 v Plzni do šlechtické rodiny Lobkoviců, jako Zdenko Vojtěch Klement Jaroslav Alois František z Assisi Gerhard Albert Pius Maria, princ z Lobkovic. Je jedním z pěti potomků Jaroslava Clauda z Lobkovic a jeho manželky Gabriely rozené hraběnky z Korff-Schmising-Kerssenbrocku. Jeho bratr František Václav Lobkowicz byl biskupem ostravsko-opavské diecéze a sestra Marie Polyxena, provdaná hraběnka Czerninová je zdravotní sestra.
Po maturitě na gymnáziu v Plzni bylo zřejmé, že nemá šanci studovat na vysoké škole. Vystudoval tedy dvouletou knihovnickou nástavbu s maturitou v Praze ale posléze i obor knihovnictví na Filozofické fakultě UK v Praze. Jeho koníčkem od gymnaziálních let byla historie.
V 80. letech vstoupil tajně do Kanonie premonstrátského řádu Teplá a přijal řeholní jméno Filip. Slavné sliby složil do rukou Heřmana Tyla tajně v pražském bytě Františka Boublíka. Při zaměstnání v knihovně Národního muzea v oddělení kramářských tisků tajně studoval na kněze. Kněžské svěcení přijal 13. ledna 1990 v Praze. V letech 1990 až 1995 působil jako kněz v Mariánských Lázních, následně pak v Teplé a Chebu (do roku 2003). Stal se také okrskovým vikářem chebského vikariátu. 
Od 15. července 2003 byl ustanoven farářem v Mariánských Lázních a administrátorem excurrendo farnosti Mariánské Lázně-Úšovice, která byla následně v roce 2005 sloučena s mariánskolázeňskou farností (stejně jako farnosti Lázně Kynžvart, Trstěnice, Tři Sekery a Velká Hleďsebe, jejichž administrátorem excurrendo se stal od 1. ledna 2004).
Od 15. června 2004 byl také administrátorem excurrendo in spiritualibus farnosti Planá a dalších osmi farností s ní následně v roce 2005 sloučených (Boněnov, Brod nad Tichou, Chodová Planá, Chodský Újezd, Michalovy Hory, Otín, Vysoké Sedliště a Zadní Chodov), od 15. září 2005 pak byl ustanoven i administrátorem excurrendo in materialibus plánské farnosti, kterou spravoval do 30. listopadu 2005.
Dne 8. října 2011 byl zvolen 53. opatem tepelského kláštera, jehož dosavadním představeným byl od roku 1998 administrátor Augustin Ján Kováčik OPraem.
Opatskou benedikci přijal 26. listopadu 2011 v opatském kostele Zvěstování Páně v Teplé z rukou svého bratra Františka Lobkowicze. Ve funkci byl na dalších 9 let potvrzen volbou 9. října 2017.